# 戰神：起源典藏版
《戰神：起源典藏版》（英語：God of War: Origins Collection）为索尼电脑娱乐圣塔莫尼卡工作室所开发，由索尼电脑娱乐发行的一部电子游戏合辑，PlayStation 3平台独占，于2011年9月13日在港台地區发售官方繁體中文版，該合集是该系列两部前傳作品《戰神：奧林匹斯之鏈》和《戰神：斯巴達亡魂》的重制移植版，以单张蓝光光盘的形式发行，适用于PlayStation 3。该合辑于2011年E3游戏展的索尼新闻发布会上宣布，并由PlayStation Portable游戏的开发商Ready at Dawn移植。该合集于2011年9月13日在北美发行，9月16日在欧洲发行，9月29日在澳大利亚发行，10月6日在日本发行。《戰神：起源典藏版》也于9月13日在北美PlayStation Store以数字下载形式发行。2012年8月28日起收錄到《戰神 傳說合輯》當中發售。
《戰神：起源典藏版》拥有原生1080p高清视频、每秒60帧的抗锯齿图形、DualShock 3震动功能、奖杯，并且是唯一一款采用支持立体3D图像游戏的战神系列作品。《战神 - 游戏製作人现场直播》纪录片、希臘兵奖励皮肤以及“森林”竞技场（最初是《戰神：斯巴達亡魂》的预购奖励）也包含在《戰神：起源典藏版》中。

## 评价
《戰神：起源典藏版》获得了评论家们的正面评价。根据GameRankings上的41篇评论，该游戏获得了86.62%的评分，根据Metacritic上的 58 篇评论，该游戏获得了 84/100 的评分。
IGN表示：“索尼成功地让好游戏变得更好”，并且它“就像一个延时实验，让玩家能够真正了解开发者是如何从一款游戏进化到另一款游戏的”。GamePro 指出游戏缺乏新的奖励内容，并表示：“立体3D图像游戏并不一定会彻底重新定义游戏体验。然而，它确实让Boss战和魔法效果等更加引人入胜”，但他补充道，“游戏中并非所有过场动画都是立体3D的，考虑到过场动画在任何战神系列游戏中都是叙事不可或缺的一部分，这很遗憾”。截至2012年6月，《戰神：起源典藏版》全球销量已达711,737份。